# Ohm Énergie
Pour les articles homonymes, voir Ohm.
Ohm Énergie est un fournisseur et producteur privé français d'énergie pour les particuliers et petites entreprises, créé en 2018. 
L'entreprise s'engage à fournir une énergie entièrement renouvelable, en soutenant des producteurs indépendants locaux et en participant au développement des énergies renouvelables en France. Elle propose également un assistant énergétique nommé Ohmy, disponible via une application, qui analyse la consommation des clients et offre des conseils personnalisés pour réaliser des économies d'énergie.

## Historique
Ohm Énergie est un fournisseur d'électricité fondé par François Joubert, apparu sur le marché français à l'été 2018.

## Sanctions pour pratique abusive
Début 2022, face à l'augmentation des prix de l'énergie, le gouvernement contraint EDF à vendre davantage d'électricité dans le dispositif Arenh. Le 15 juillet 2024, la Commission de régulation de l’énergie (CRE) annonce une sanction de 6 millions d'euros à l'encontre de Ohm Énergie, pour pratique abusive lors de la crise de l’énergie de 2022. En vertu du mécanisme de l’Arenh, qui contraint EDF à vendre à ses concurrents de l'énergie nucléaire bon marché, Ohm aurait acheté des volumes d'énergie après avoir démarché des clients, dont il se serait séparé, pour revendre cette énergie à des tarifs élevés sur les marchés,,.